# Walter Wottitz
Walter Wottitz (* 22. Juni 1912 in Saloniki, Griechenland; † 1. November 1986 in Bry-sur-Marne, Île-de-France, Frankreich) war ein französischer Kameramann.

## Leben
Walter Wottitz fand nach einer fotografischen Ausbildung als Kameraassistent und Mitglied der Aufnahmecrew eine Beschäftigung beim Film. Ab Mitte der 50er Jahre war er regelmäßig als Chefkameramann engagiert. Für seine Fotografie bei der Großproduktion „Der längste Tag“ erhielt Wottitz den Oscar für die beste Kamera.

## Filmografie (Auswahl)
- 1946: So stirbt man nicht (On ne meurt pas comme ça)
- 1956: Meine Frau, mein Junge und ich… (L’amour est en jeu)
- 1957: Patrouille de choc
- 1958: Der Sizilianer (Le sicilien)
- 1961: Der längste Tag (The Longest Day)
- 1962: Tartarin von Tarascon (Tartarin de Tarascon)
- 1964: Der Zug (The Train)
- 1965: Der Tag danach (Up From the Beach)
- 1965: Herr auf Schloß Brassac (Le Tonnerre de Dieu)
- 1965: Rififi in Paris (Du rififi à Paname)
- 1965: Schieß, solange du kannst (L’arme à gauche)
- 1967: Action Man (Le soleil des voyous)
- 1966: Blüten, Gauner und die Nacht von Nizza (Le jardinier d’Argenteuil)
- 1968: 24 Stunden aus dem Leben einer Frau (Vingt-quatre heures de la vie d'une femme)
- 1970: Der Erbarmungslose (La horse)
- 1971: Der Sträfling und die Witwe (La veuve Couderc)
- 1971: Die Katze (Le chat)
- 1972: Der Chef (Un flic)
- 1973: Jet Set (La race des seigneurs)
- 1973: Le Train – Nur ein Hauch von Glück (Le train)
- 1975: Der Ehekäfig (La Cage)
- 1975: Schöne Küsse aus Fernost (Bons baisers de Hong Kong)
- 1976: Der Schatten, der uns verfolgte (L’homme qui nous suit)